# ماساتو ایبو
ماساتو ایبو (انگلیسی: Masatō Ibu؛ زادهٔ ۲۸ مارس ۱۹۴۹) هنرپیشه اهل ژاپن است. از فیلم‌هایی که وی در آن نقش داشته است، می‌توان به گوئمون، گودزیلا: جنگ‌های نهایی، گوهاتو، آزومی و امپراتور اشاره نمود.